# Poul-Erik Høyer Larsen
Poul-Erik Høyer Larsen, plus simplement Poul-Erik Høyer, né le 20 septembre 1965 à Helsinge au Danemark est un ancien joueur de badminton spécialiste du simple hommes.
Il a été champion olympique en 1996, 3 fois médaillé de bronze aux championnats du monde, 5 fois champion d'Europe, a remporté bon nombre de tournois internationaux et a été 9 fois champion du Danemark, toutes catégories confondues.
En 2010, il a été intronisé au Temple de la renommée des sportifs danois.
Entre 2010 et 2013, il était président de la Confédération européenne de badminton. Il a renoncé à son poste à la suite de son élection, le 18 mai 2013, à la présidence de la Fédération internationale de badminton,.
Poul-Erik Høyer Larsen est également membre du CIO depuis 2014,.

## Carrière

### Jeux olympiques
En 1992 à Barcelone, pour la 1re présence du badminton aux JO, Poul-Erik Høyer Larsen est battu en quart de finale par l'indonésien Ardy Wiranata. En 1996, il devient champion olympique en simple hommes à Atlanta en battant en finale le chinois Dong Jiong. En 2000 à Sydney, il est éliminé dès son 1er match au 2e tour par le chinois Sun Jun.

### Grands championnats

#### Championnats du monde
Poul-Erik Høyer Larsen participe 6 fois aux Championnats du monde de badminton. Il y décroche le bronze en 1995, en 1997 et en 1999 après s'être incliné en demi-finale la 1re fois contre l'indonésien Heryanto Arbi et les deux fois suivantes contre le chinois Sun Jun.

#### Championnats d'Europe
Høyer Larsen gagne une médaille de bronze aux Championnats d'Europe de badminton en 1990. Il remporte ensuite le titre trois fois de suite en 1992, en 1994 et en 1996. Lors de l'édition de 1998 il glane une autre médaille de bronze avant de décrocher l'argent en 2000 après sa défaite contre l'étoile montante danoise Peter Gade.

#### Par équipes
Poul-Erik Høyer Larsen a fait partie de l'équipe danoise de Thomas Cup qui a remporté la médaille d'argent en 1996 après avoir été battue par l'Indonésie en finale.
Aux Championnats d'Europe de badminton, il remporte deux fois la médaille d'or avec l'équipe danoise : en 1990 et en 2000.

### Tournois
| Année | Compétition                       | Résultat      |
| ----- | --------------------------------- | ------------- |
| 1985  | Internationaux du Portugal        | Vainqueur (1) |
| 1985  | Internationaux de Norvège         | Vainqueur (2) |
| 1985  | Internationaux de Tchécoslovaquie | Vainqueur     |
| 1986  | Open d’Écosse                     | Finaliste     |
| 1987  | Open des Pays-Bas                 | Vainqueur     |
| 1988  | Open du Danemark                  | Vainqueur     |
| 1988  | Internationaux de Belgique        | Vainqueur     |
| 1990  | Championnats nordiques            | Vainqueur     |
| 1990  | Open du Danemark                  | Vainqueur     |
| 1991  | Open d'Allemagne                  | Vainqueur     |
| 1991  | Open des Pays-Bas                 | Vainqueur     |
| 1991  | Open de Wimbledon                 | Vainqueur     |
| 1992  | Internationaux de Finlande        | Vainqueur     |
| 1992  | Open de Suède                     | Vainqueur     |
| 1992  | Open des États-Unis               | Vainqueur     |
| 1992  | Open du Danemark                  | Finaliste     |
| 1993  | Open de Suède                     | Finaliste     |
| 1993  | Open du Danemark                  | Vainqueur     |
| 1993  | Open des Pays-Bas                 | Vainqueur     |
| 1994  | Open de Suisse                    | Finaliste     |
| 1994  | Open d'Allemagne                  | Vainqueur     |
| 1994  | Open des Pays-Bas                 | Vainqueur     |
| 1994  | Open du Danemark                  | Vainqueur     |
| 1995  | Open d'Allemagne                  | Vainqueur     |
| 1995  | Masters de Copenhague             | Finaliste     |
| 1995  | Open de Chine                     | Finaliste     |
| 1995  | Open d'Angleterre                 | Vainqueur     |
| 1995  | Open du Danemark                  | Vainqueur     |
| 1996  | Masters de Copenhague             | Vainqueur     |
| 1996  | Open de Suisse                    | Vainqueur     |
| 1996  | Open d'Angleterre                 | Vainqueur     |
| 1997  | Internationaux d'Inde             | 3e            |
| 1997  | Open d'Allemagne                  | Finaliste     |
| 1997  | Open d'Angleterre                 | 3e            |
| 1997  | Open de Suisse                    | Finaliste     |
| 1997  | Open de Taïwan                    | Finaliste     |
| 1997  | Open des États-Unis               | Vainqueur     |
| 1997  | Open de Russie                    | Vainqueur     |
| 1998  | Open d'Indonésie                  | 3e            |
| 1998  | Open de Suisse                    | 3e            |
| 1999  | Open de Suisse                    | 3e            |
| 1999  | Open de Taïwan                    | 5e            |
| 1999  | Open du Danemark                  | Vainqueur     |
| 1999  | Open d'Angleterre                 | 3e            |
| 2000  | Open de Taïwan                    | 3e            |

(1) en double hommes avec Niels Skeby.

(2) en double hommes avec Claus Thomsen.

## Vie privée
Poul-Erik Høyer Larsen est marié et a un enfant, Lasse, né en 1995.